# Heinrich Barkhausen
Heinrich Georg Barkhausen (Bremen, 2 december 1881 – Dresden, 20 februari 1956) was een Duits fysicus. 

## Biografie
Barkhausen studeerde aan de Technische Hogeschool München en aan de Universiteit van Berlijn en van Göttingen. In 1906 promoveerde hij bij professor Simon in Göttingen en werd daar assistent. In 1907 verscheen Barkhausens proefschrift Das Problem der Schwingungserzeugung mit besonderer Berücksichtigung schneller elektrischer Schwingungen als boek.
Vanaf 1907 werkte Barkhausen bij Siemens AG in Berlijn en hij was privédocent elektrotechniek aan de Technische Hogeschool Berlijn. In 1911 werd Barkhausen benoemd tot buitengewoon hoogleraar aan de Technische Hogeschool van Dresden en werd directeur van het nieuw opgerichte Instituut voor Zwakstroomtechniek.
Barkhausen ontdekte in 1919 het Barkhauseneffect waarmee hij experimenteel het bestaan aantoonde van de gebieden van Weiss, gebieden van gelijkgerichte magnetisme in ferromagnetische materialen. Hij nam waar dat tijdens het magnetiseren van ijzer dit proces niet geleidelijk plaatsvond, maar sprongsgewijs. Verder is hij bekend door de zogenaamde Barkhausen-Kurz-resonantie (samen met Karl Kurz), die in zogenaamde Bremsfeldröhren optreedt. Daarbij speelt de looptijd van afgeremde elektronen in een elektronenbuis een belangrijke rol. Hoewel dit type elektronenbuis nooit praktische betekenis gehad heeft, kan het wel worden gezien als de basis voor later ontwikkelde buizen types als de magnetron, het klystron, en de lopende-golf-buis, waarbij elektronen-looptijden een belangrijke rol spelen.
1. ↑  Mathematics Genealogy Project.